# Jerzy Kujawiński
Jerzy Walenty Kujawiński (ur. 8 lutego 1928 w Koźminie Wielkopolskim, zm. 18 listopada 2022 w Poznaniu) – polski pedagog i nauczyciel, profesor Uniwersytetu im. Adama Mickiewicza w Poznaniu. Interesował się głównie edukacją wczesnoszkolną i dydaktyką ogólną.

## Życiorys
W 1962 ukończył studia na kierunku pedagogika na Uniwersytecie Warszawskim. Stopień doktora nauk humanistycznych w zakresie pedagogiki uzyskał w 1970 roku w Wyższej Szkole Pedagogicznej w Opolu. Habilitował się w 1977 roku na Wydziale Nauk Społecznych Uniwersytetu im. Adama Mickiewicza w Poznaniu, uzyskując stopień naukowy doktora habilitowanego w zakresie pedagogiki. W 1978 roku został zatrudniony na etacie docenta, a 26 stycznia 1989 otrzymał tytuł profesora nauk humanistycznych.
Został wykładowcą Wyższej Szkoły Humanistycznej im. Króla Stanisława Leszczyńskiego w Lesznie.

## Ważniejsze prace
- Rola problemów otwartych w nauczaniu początkowym matematyki (1982)
- Próba optymalizacji celów w nauczaniu początkowym (1985)
- Współdziałanie partnerskie w szkole (1998)
- Wdrażanie uczniów do samokształcenia (2000)